# Sokolski
Sokolski je priimek več oseb:
- Aleksander Kuzmič Sokolski, sovjetski general
- Henry D. Sokolski, ameriški filantrop